# 愛的言靈 (漫畫)
《愛的言靈》（台譯:愛的回聲），是紺野けい子在2000年的漫畫作品。於2007年改編原作，拍成同名電影，在同年10月27日於日本上映。

## 內容簡介
高中畢業後，兩年來，大谷晉也和立花都過著同居生活，關係密切。直至一天，他們與高中同學水澤雪子重逢，二人關係隨即出現破裂的危機......

## 電影

### 人物角色
- 大谷晉也 - 德山秀典
- 立花都 - 齋藤ヤスカ
- 水澤雪子 - 松岡璃奈子
- 須之内祥吾 - 加々美正史
- 森川香奈 - 大蔵淳子
- 北垣裕子 - 岩田有以

### 工作人員
- 監督 - 金田敬
- 編劇 - 橫田理惠
- 音樂 - MOKU

### 歌曲
主題曲
- 『eve』- 德山秀典

插入曲
- 『life』- 德山秀典

## 外部連結
- 愛的言靈電影官方網站
- 愛的言靈漫畫官方網站